# Mongólia nos Jogos Olímpicos de Verão de 2012
A Mongólia está entre as cerca de 200 nações que competiram nos Jogos Olímpicos de Verão de 2012, em Londres, no Reino Unido, que aconteceram entre os dias 27 de julho e 12 de agosto de 2012.

## Desempenho

### Atletismo
Os atletas da Mongólia se qualificaram para as seguintes competições de atletismo:
Eventos com um atleta classificado por índice A
- Maratona masculina

Eventos com um atleta classificado por índice B
- Maratona feminina

### Lutas
A Mongólia conquistou duas vagas na Copa do Mundo de Lutas de 2011, realizada em Istanbul, na Turquia, do dia 12 ao dia 18 de setembro de 2011.
- Categoria de peso -120 kg, na luta livre masculina.
- Categoria de peso -63 kg, na luta livre feminina.

### Natação
Feminino
| Atletas            | Evento      | Eliminatórias | Eliminatórias | Semifinal   | Semifinal   | Final       | Final       |
| Atletas            | Evento      | Tempo         | Posição       | Tempo       | Posição     | Tempo       | Posição     |
| ------------------ | ----------- | ------------- | ------------- | ----------- | ----------- | ----------- | ----------- |
| Oyungerel Gantumur | 100 m peito | 1min27s17     | 45º           | Não avançou | Não avançou | Não avançou | Não avançou |

### Tiro
.
Masculino
| Atleta          | Evento              | Qualificação | Qualificação | Final       | Final       | Posição |
| Atleta          | Evento              | Placar       | Posição      | Placar      | Total       | Posição |
| --------------- | ------------------- | ------------ | ------------ | ----------- | ----------- | ------- |
| Bayaraa Nyantai | Carabina de ar 10 m | 593          | 23º          | Não avançou | Não avançou | 23º     |

### Tiro com arco
| Atleta                 | Prova                | Rodada de classificação | Rodada de classificação | Ronda dos 64                                | Ronda dos 32                             | Ronda dos 16                 | Quartos-finais         | Semifinais             | Final                  | Final       |
| Atleta                 | Prova                | Placar                  | Pos.                    | Adversário e resultado                      | Adversário e resultado                   | Adversário e resultado       | Adversário e resultado | Adversário e resultado | Adversário e resultado | Pos.        |
| ---------------------- | -------------------- | ----------------------- | ----------------------- | ------------------------------------------- | ---------------------------------------- | ---------------------------- | ---------------------- | ---------------------- | ---------------------- | ----------- |
| Jantsan Gantugs        | Individual masculino | 669                     | 19º                     | IND R. Banerjee D 0-2, 0-2, 0-2             | Não avançou                              | Não avançou                  | Não avançou            | Não avançou            | Não avançou            | Não avançou |
| Urantungalag Bishindee | Individual feminino  | 652                     | 18º                     | GBR A. Williamson V 0-2, 1-1, 2-0, 2-0, 2-0 | USA J. Nichols V 1-1, 0-2, 1-1, 0-2, 0-2 | KOR S-J. Lee D 0-2, 0-2, 0-2 | Não avançou            | Não avançou            | Não avançou            | Não avançou |